# 벨루오리존치 메트로

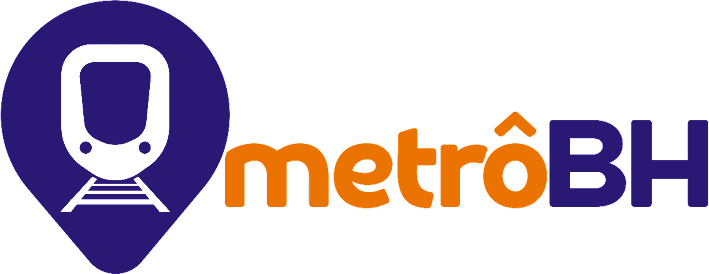
벨루오리존치 메트로 로고

벨루오리존치 메트로(포르투갈어: Metrô de Belo Horizonte)는 브라질 미나스제라이스주 벨루오리존치의 도시철도 시스템이다. 28.1km(17.5마일)의 1개 노선을 운영하고 있으며, 역은 19개역이다.